# Xenimpia dohertyi
Xenimpia dohertyi är en fjärilsart som beskrevs av Claude Herbulot 1961. Xenimpia dohertyi ingår i släktet Xenimpia och familjen mätare. Inga underarter finns listade i Catalogue of Life.